# Ozarba ochrozona
Ozarba ochrozona là một loài bướm đêm trong họ Noctuidae.